# Zweefvliegclub Rotterdam
De Zweefvliegclub Rotterdam  (ZCR), opgericht op 20 april 1932, is een Nederlandse  zweefvliegclub die sinds 1998 vliegt vanaf de vliegbasis Deelen en ook van vliegveld Terlet.

## Geschiedenis
De vergadering om te komen tot de oprichting van een Rotterdamse zweefvliegclub vond plaats op woensdag 20 april 1932 aan de Boompjes te Rotterdam. De eerste voorzitter was leraar lichamelijke opvoeding Johannes Zuidmeer jr. (1901 – 1945). Na de pauze gaven 19 aanwezigen zich op als lid van de vereniging. De contributie werd bepaald op 20 gulden per jaar. Aan het slot van de vergadering werd een filmpje vertoond dat was gemaakt tijdens zweefvliegoefeningen in Noordwijkerhout.
Na een onderbreking tijdens en na de Tweede Wereldoorlog ging men in 1954 vliegen op de vliegbasis Woensdrecht. In 1958 kreeg de ZCR toestemming om naar vliegveld Ypenburg te komen. Hier werd de ruimte gedeeld met de Delftsche Studenten Aeroclub. Na de sluiting van vliegveld Ypenburg in 1997 heeft de club na een jaar Woensdrecht in 1998, haar onderkomen gevonden op de vliegbasis Deelen, samen met de Zweefclub Deelen (ZCD).

## Activiteiten
Zweefvliegen is een actieve buitensport waarbij je op de kracht van de zon in de lucht blijft en grote afstanden kunt afleggen. Van 1 maart tot 1 november is de ZCR in de weekenden op Deelen actief. Er worden theoriecursussen en praktijklessen gegeven die vanaf je vanaf14 jaar opleiden voor het Europese zweefvliegbewijs (SPL). Tijdens de wintermaanden wordt op Vliegbasis Deelen zelf het onderhoud verricht waardoor de kosten laag blijven en de sport bereikbaar is.

## Vloot
De ZCR heeft een vloot van zes kunststof zweefvliegtuigen.
| Type          | Vliegers | Registratie | Callsign |
| ------------- | -------- | ----------- | -------- |
| ASK-21        | 2        | PH-753      | WS       |
| Astir CS      | 1        | PH-1038     | BOB      |
| Duo Discus XT | 2        | PH-1377     | 2T       |
| Discus CS     | 1        | PH-1025     | WH       |
| LS-6          | 1        | PH-931      | NR       |
| LS-8          | 1        | PH- 1585    | WTF      |

Daarnaast beschikt de ZCR over een vier-trommel-lier, een dieplader, een auto om de kabels op te halen en twee golfkarren om de vliegtuigen uit het veld te halen.